# Wrony
Wrony è un film del 1994, scritto e diretto da Dorota Kędzierzawska. È stato presentato in concorso al Festival di Cannes 1994 nella categoria Quinzaine des Réalisateurs.

## Trama
Sentendosi trascurata dalla madre che torna a casa dal lavoro solo per dormire, una ragazzina, soprannominata "cornacchia" per le sue particolare movenze, se ne va di casa portandosi dietro la piccola figlia di alcuni vicini. L'intento della ragazzina non è altro che un tentativo di sentirsi amata e benvoluta almeno dalla bambina che si è portata con sé; ma alla fine della giornata, passate ormai molte ore da quando è fuggita di casa, la cornacchia decide di riportare indietro la bambina (che invocava disperata la mamma) e fa ritorno anche lei da sua madre.